# 藏异燕麦
藏山燕麦（学名：Helictotrichon tibeticum），别名藏异燕麦，为禾本科山燕麦属下的一个植物变种。其种加词“tibeticum”意为“西藏的”。